# Mezivládní konference
Mezivládní konference, Mezivládní konference EU, anglicky Intergovernmental Conference, IGC, je rozhodovací orgán Evropské unie. Všechna její rozhodnutí musí být jednomyslná.
Smlouvy EU mohou být pozměněny jenom v těch konferencích, na nichž jsou přítomny všechny členské státy. Výsledkem mezivládních konferencí jsou smlouvy, které jsou zaslány členským zemím k ratifikaci. Ratifikace probíhá podle práva jednotlivých zemí.